# Великий Кртіш
Ве́льки Кртіш (словац. Veľký Krtíš, угор. Nagykürtös) — місто, громада, адміністративний центр однойменного округу, Банськобистрицький край, центральна Словаччина, біля підніжжя Крупинської планіни. Кадастрова площа громади — 15,03 км².
Населення близько 14 тис. чоловік.

## Історія
Вельки Кртіш вперше згадується в 1245 році. Він знаходився на важливому торговельному шляху. У XVI столітті місто піддалося нападу турків. У 1554-93 роках Вельки Кртіш входив до складу Новоградського санджака Османської імперії. У середині XVII століття місто було повністю знищене турками і до 1680 залишався безлюдним. У XIX столітті у Вельки Кртіш відкриваються шахти і місто починає оживати. У 1968 році Вельки Кртіш стає районним центром.

## Демографія
| Рік:            | 1994.  | 2004.   | 2014.    | 2024.    |
| --------------- | ------ | ------- | -------- | -------- |
| Кількість осіб: | 14 160 | 13 932  | 12 424   | 10 274   |
| Різниця:        |        | -1,61 % | -10,82 % | -17,30 % |

| Рік:            | 2023.  | 2024.   |
| --------------- | ------ | ------- |
| Кількість осіб: | 10 457 | 10 274  |
| Різниця:        |        | -1,75 % |

За даними перепису 2001 року, місто населяло 14 013 жителів. 86,93 % мешканців були словаки, 6,20 % угорці, 2,06 % цигани і 0,78 % чехи. Релігійний склад: 54,26 % католики, 21,58 % людей, які не мають релігійної приналежності і 16.00 % лютерани.